# Mary Beale
Mary Cradock, conhecida como Mary Beale (26 de março de 1633 - 1699) foi uma pintora inglesa. Ela se tornou uma das retratistas mais importantes do século XVII na Inglaterra e é considerada a primeira pintora profissional.

## Biografia
Mary Beale nasceu em Barrow, em Suffolk. Ela foi batizada em 26 de março de 1633. Seu pai, John Cradock, era um reitor puritano e sua mãe, Dorothy, morreu quando ela tinha 10 anos. Seu pai era um pintor amador e membro da Worshipful Company of Painter-Stainers, e ela mesma frequentava artistas locais como Nathaniel Thach, Matthew Snelling, Robert Walker e Peter Lely. Em 1652, aos 18 anos, casou-se com Charles Beale, um comerciante de tecidos londrino que também era pintor amador.